# Tadeusz Karabowicz
Tadeusz Karabowicz, ukr. Тадей Карабович (ur. 6 kwietnia 1959 w Sawinie) – poeta, krytyk literacki, literaturoznawca, tłumacz, redaktor.

## Życiorys
Urodził się w Sawinie na Chełmszczyźnie. Po ukończeniu Szkoły Podstawowej w Tarnowie, w latach 1974–1978 uczęszczał do Liceum Ogólnokształcącego w Siedliszczu. Od 1978 do 1987 studiował na Uniwersytecie Marii Curie-Skłodowskiej w Lublinie, najpierw pedagogikę, następnie historię i w obu specjalnościach uzyskał tytuły magisterskie. W latach 1986–1995 pracował jako redaktor literacki w ukraińskim tygodniku społeczno-kulturalnym Nasze Słowo w Warszawie. Od 1995 roku pozostaje pracownikiem naukowym Zakładu Filologii Ukraińskiej Uniwersytetu Marii Curie-Skłodowskiej w Lublinie, od 1998 roku jako adiunkt. Od 1996 roku jest członkiem lubelskiego oddziału Związku Literatów Polskich. W 2012 roku został przyjęty do Narodowego Związku Pisarzy Ukrainy. Członek honorowy Klubu Inteligencji Twórczej Stowarzyszenie Żywych Poetów.
Jest współtwórcą (wspólnie z żoną Aliną Karabowicz) Skansenu Kultury Materialnej Chełmszczyzny i Podlasia w Holi. Był w 1990 roku pomysłodawcą powołania Towarzystwa Miłośników Skansenu, które opiekuje się tym skansenem. W latach 1990–1999 wchodził w skład komitetu redakcyjnego kwartalnika literackiego „Swito-vyd” wydawanego w Nowym Jorku i Kijowie przez Bohdana Bojczuka i Mariję Rewakowycz. W 2001 roku zainicjował wydawanie rocznika literackiego o nazwie „Ukraiński zaułek literacki”.

## Nagrody i odznaczenia
W 2008 roku został odznaczony ukraińskim Orderem „Za Zasługi” III klasy. 27 lipca 2014 r. podczas XVIII Jarmarku w Holi został odznaczony Krzyżem Kawalerskim Orderu Odrodzenia Polski, nadanym przez prezydenta RP. Wcześniej otrzymał odznakę Zasłużony Działacz Kultury 18 czerwca 1996
Srebrny Krzyż Zasługi – 14 lipca 2000, Złoty Krzyż Zasługi – 28 kwietnia 2008, Medal Świętej Marii Magdaleny III stopnia – 23 lipca 1993 oraz Odznaka Honorowa „Zasłużony dla Województwa Lubelskiego” 20 września 2023

## Twórczość
Debiutował utworami poetyckimi w języku polskim, w lubelskiej „Kamenie” (1980) i wierszami w języku ukraińskim w „Naszym Słowie” (1982). Wiersze, przekłady, recenzje literackie i publicystyka drukowane były głównie w „Naszym Słowie” (Warszawa, 1982-2011) oraz jego dodatkach „Naszej Kulturze” (Warszawa, 1982, 1983, 1988, 1992), „Ukraińskim Kalendarzu” (Warszawa, 1984-1986) i „Ukraińskim Almanachu” (Warszawa, 1997-2009), ponadto: w „Ukraińskim Zaułku Literackim” (2001-2011) oraz: „Almanach Sejneński” (Sejny, 2003), „Dukla” (Presow 1990, 1997), „Kamena” (Lublin, 1980, 1981, 1984, 1985, 1991-1993), „Krąg” (Lublin, 1989, 1990), „Literatura na Świecie” (Warszawa, 1986, tłumaczenia wierszy Ałły Pawłenko i Mykoły Worobjowa, 1987, tłumaczenia wierszy Wołodymyra Swidzińskiego), „Odra” (Wrocław, 1989, tłumaczenia wierszy Wołodymyra Zatuływitra), „Perewał” (Iwano Frankowsk, 1992, 1994), „Suczasnist” (Nowy Jork,1989, 1990, Kijów, 1992), „Swito-vyd” (Nowy Jork-Kijów, 1990-1999), „Wseswit” (Kijów, 1989), „Witryła” (Kijów, 1990), „Zwierciadło” (Warszawa, 1987, tłumaczenia wierszy Ałły Pawłenko), „Żowteń” (Lwów, 1989).

## Tłumaczenia
Od lat 80 zajmował się twórczością przekładową z języków wschodniosłowiańskich: białoruskiego (Maksym Tank, Sokrat Janowicz, Nadzieja Artymowicz), rosyjskiego (Robiert Rożdiestwienski) i ukraińskiego, skupiając się głównie na tłumaczeniach z literatury XX wieku. Były to przekłady utworów „Kijowskiej Szkoły”: Mykoły Worobjowa, Wiktora Korduna, Wasyla Hołoborod’ki, oraz Ihora Kałyncia. Ponadto tłumaczył ukraińskich emigrantów, występujących po 1959 roku w Nowym Jorku, jako „Grupa Nowojorska”: Roman Babował, Bohdan Bojczuk, Emma Andijewska, Wira Wowk, Jurij Tarnawski i Marija Rewakowycz, Tłumaczył także wiersze Jurija Kołomyjcia oraz poezję Lidy Palij i Liny Kostenko. Tłumaczył również poetów polskich na język ukraiński (Czesław Miłosz, Jan Leończuk, Urszula Gierszon, Mirosława Niewińska, Janusz Wójcik, Alicja Rybałko, Ewa Sonnenberg, Janina Osewska, Eryk Ostrowski).

## Własne tomiki wierszy
- Zapatrzenia (w języku polskim),Wydawnictwo Lubelskie, Lublin 1985, ISBN 83-222-0438-8.
- Wołohist’ zemli, Wydawnictwo UTSK, Warszawa 1986, [ISBN- brak],
- Atlantyda, Slavuta Publishers, Edmonton 1989, ISBN 0-919452-23-X.
- Bila wohyniu, Zakład Wydawniczy ZUP, Warszawa 1990, [ISBN- brak],
- Kłyczu tebe jak łastiwku, Zakład Wydawniczy ZUP, Warszawa 1991, [ISBN- brak],
- Atłantyda, Wydawnycze ahentstwo „Tyrsa”, Warszawa 1993, ISBN 83-900854-1-0.
- W pusteli nebo czorne, Wydawnycze ahentstwo „Tyrsa”, Chełm – Warszawa 1995, ISBN 83-900854-4-5.
- Szczo stoju za stinoju spomyniw, Wydawnycze ahentstwo „Tyrsa”, Warszawa 1997, ISBN 83-906203-2-4.
- Dwa łysty do noczi, Wydawnictwo Prymat, Białystok 1999, ISBN 83-88097-00-8.
- Wybrani poezji, Wydawnictwo Prymat, Białystok 2001, ISBN 83-99097-25-3.
- Dowha rozłuka, Wydawnictwo-Drukarnia Liber Duo s.c., Lublin 2005, ISBN 83-919278-7-3.
- Uże weczir. Wybrani poezji, Wydawnyctwo „Ukrajinśkoho Literaturnoho Prowułka”, Lublin 2009, ISBN 978-83-919278-8-5.
- Zabutist', Wydawnictwo Studio Format, Lublin 2011, ISBN 978-83-62495-05-4.

Tomiki poety tłumaczone na język polski
- Powrót, [tłumaczenie Jan Leończuk], Wydawnictwo Prymat, Białystok 1998, ISBN 83-86620-31-5.
- Już dzień się nachylił do czterech krańców świata, [dwujęzyczna: tłumaczenie Jan Leończuk], Wydawnictwo-Drukarnia Liber Duo s.c., Lublin 2004, ISBN 83-919278-5-7.
- Długa rozłąka, [tłumaczenie Jan Leończuk], Wydawca: Książnica Podlaska, Białystok 2006, ISBN 83-60368-75-9.

Wydanie albumowe
- Uciekające pejzaże/Znykomi krajewydy, [dwujęzyczna: tłumaczenie Jan Leończuk], Wydawca: Towarzystwo Miłośników Skansenu Kultury Materialnej Chełmszczyzny i Podlasia w Holi, Hola 2011, ISBN 978-83-919278-8-5.

Tłumaczenie na język rumuński
- Tadei Karabovyci, Scrisori carte noapte, [Tłumaczenie Stefan Tcaciuc] Bucuresti 2002, ISBN 973-8315-31-X.

Opracowania naukowe
- Dziedzictwo kultury ukraińskiej, Wydawnictwo UMCS, Lublin 2001, 83-227-1775-X,
- Portret ze skrzydłem archanioła. O poezji Ihora Kałyncia, Wydawnictwo UMCS, Lublin 2003, ISBN 83-227-2076-9.
- Tożsamość Cerkwi ukraińskiej, Wydawnictwo UMCS, Lublin 2004, ISBN 83-227-2294-X.
- Scalanie rozbitego świata. Twórczość literacka ukraińskich poetów emigracyjnych „Grupy Nowojorskiej”, Wydawnictwo UMCS, Lublin 2008, ISBN 978-83-227-2861-1.
- Dziedzictwo i tożsamość kultury ukraińskiej, Wydawnictwo Studio Format, Lublin 2012, ISBN 978-83-62495-9.

## Redakcje
- Lidia Irena Węglarz, Zagroda z derkaczami (redaktor), Białystok1998, ISBN 83-86620-27-7.
- „Teka” Komisji Polsko-Ukraińskich Związków Kulturowych PAN Oddział w Lublinie (współredaktor), Lublin 2004, ISSN 1733-2249.
- Stepan Sydoruk, Żurawli hnyzda stelat nad Buhom (redaktor), Wydawca: Towarzystwo Miłośników Skansenu Kultury Materialnej Chełmszczyzny i Podlasia w Holi, Lublin 2005, ISBN 83-919278-3-0.
- Poezjowanie nad rzeką. Antalogia poezji polsko-ukraińskiej (redakcja i opracowanie merytoryczne), Chełm-Krasnystaw 2006, ISBN 83-60371-65-2.

Rocznik „Ukraiński Zaułek Literacki” (redaktor naczelny)
- T. 1, Białystok 2001, ISBN 83-88097-13-X.
- T. 2, Krynica – Przemyśl – Chełm – Bielsk Podlaski 2002, ISBN 83-88097-23-7.
- T. 3, Lublin 2003, ISBN 83-919278-2-2.
- T. 4, Lublin 2004, ISSN 1734-4832.
- T. 5, Lublin 2005, ISSN 1734-4832.
- T. 6, Lublin 2006, ISSN 1734-4832.
- T. 7, Lublin 2007, ISSN 1734-4832.
- T. 8, Lublin 2008, ISSN 1734-4832.
- T. 9, Lublin 2009, ISSN 1734-4832.
- T. 10, Lublin 2010, ISSN 1734-4832.
- T. 11, Lublin 2011, ISSN 1734-4832.

## Twórczość przekładowa
Tłumaczenie z języka białoruskiego
- Nadzieja Artymowicz, Łagodny czas, [wybór i opracowanie Tadeusz Karabowicz], Ośrodek Brama Grodzka Teatr NN, Lublin 1998, ISBN 83-86620-28-5.

Tłumaczenie na język ukraiński
- Jan Leończuk, Szczoraz błyżcze snu, Wydawnyczyj widdił „Swiczado”, Lwów 2000, ISBN 966-561-188-7.

Tłumaczenia z języka ukraińskiego na język polski
- Jar Sławutycz, Oaza tęsknoty, Slavuta Publishers, Edmonton 1989, ISBN 0-919452-25-6.
- Antologia: Po tamtej stronie deszczu. Poezja ukraińska, Wydawnictwo UMCS, Lublin 1998, ISBN 83-227-1200-6.
- Nadija Stepuła, Inne niebo, [wybór i opracowanie Tadeusz Karabowicz], Radom 1999, ISBN 83-87013-31-5, ISSN 1427-5651.
- Mila Łuczak, Kwiat czarnej paproci, [wybór i opracowanie Tadeusz Karabowicz], Wydawnictwo Prymat, Białystok 1999, ISBN 83-88097-06-7.
- Marija Rewakowycz, Zielony dach, Wydawnictwo Prymat, Białystok 1999, ISBN 83-88097-02-4.
- Roman Babował, Obłaskawianie nocy, Wydawnictwo Prymat, Białystok 1999, ISBN 83-88097-03-2.
- Ihor Kałyneć, Karpat lub księga z Poselja, Zakład Wydawniczy „Tyrsa”, Warszawa 1999, ISBN 83-906203-8-3.
- Josyp Struciuk, Po tamtej stronie ciszy, Wydawnictwo Prymat, Białystok 2000, ISBN 83-88097-08-3.
- Bohdan Bojczuk, Miłość w trzech odsłonach i inne wiersze, [współtłumaczenie Jan Leończuk], Wydawnictwo Prymat, Białystok 2001, ISBN 83-911529-1-X.
- Jurij Tarnawśkyj, Oto jak zdrowieję, Wydawnictwo Prymat, Lublin-Hola-Białystok 2002, ISBN 83-88097-12-1.
- Wira Wowk, Miłosne listy księżnej Weroniki, Wydawnictwo Prymat, Lublin-Hola-Białystok 2003, ISBN 83-88097-24-5.
- Bohdan Bojczuk, Skazane kochać, [dwujęzyczna], Wydawnictwo „Ukraińskiego Zaułka Literackiego”, Lublin 2007, ISBN 978-83-919278-4-7.
- Emma Andijewska, Zespoły architektoniczne, Wydawnictwo Studio Format, Lublin 2010, ISBN 978-83-62495-01-6.
- Wira Wowk, Śmieszny Święty, Wydawnictwo Studio Format, Lublin 2012, ISBN 978-83-62495-19-1.
- Ihor Pawluk, Męskie wróżby, Wydawnictwo Episteme, Lublin 2013, ISBN 978-83-62495-30-6.